# Gaudibert (månekrater)
Gaudibert er et nedslagskrater på Månen. Det befinder sig i den østlige del af Månens forside langs den nordøstlige rand af Mare Nectaris, og det er opkaldt efter den franske astronom Casimir M. Gaudibert (1823 – 1901).
Navnet blev officielt tildelt af den Internationale Astronomiske Union (IAU) i 1935. 

## Omgivelser
Gaudibertkrateret har Montes Pyrenaeus bjergkæden liggende lige øst for, og på den anden side af bjergene i nordøstlig retning ligger Gutenbergkrateret. Nordvest for Gaudibert ligger kraterparret Isidorus-Capella.

## Karakteristika
Krateret har en lav rand og et irregulært indre, som gør det forholdsvis uinteressant. Randen er stort set cirkulær, men noget ujævn i omrids. På kraterbunden findes adskillige højderygge, som opdeler den i en del toppe og dale. Et par små, skålformede kratere er forbundet med den sydlige kant af kraterranden.
Syd for Gaudibert ligger nogle spøgelseskratere, hvoraf "Gaudibert A" og "Gaudibert B" er mest værd at bemærke. De ses bedst, når Solen står lavt over dem, hvilket giver bedre kontrast og skygger.

## Satellitkratere
De kratere, som kaldes satellitter, er små kratere beliggende i eller nær hovedkrateret. Deres dannelse er sædvanligvis sket uafhængigt af dette, men de får samme navn som hovedkrateret med tilføjelse af et stort bogstav. På kort over Månen er det en konvention at identificere dem ved at placere dette bogstav på den side af satellitkraterets midte, som ligger nærmest hovedkrateret. Gaudibertkrateret har følgende satellitkratere:
| Gaudibert | Længde  | Bredde  | Diameter |
| --------- | ------- | ------- | -------- |
| A         | 12,2° S | 37,9° Ø | 21 km    |
| B         | 12,3° S | 38,5° Ø | 21 km    |
| C         | 11,5° S | 37,8° Ø | 9 km     |
| D         | 10,5° S | 36,3° Ø | 5 km     |
| H         | 13,8° S | 36,7° Ø | 11 km    |
| J         | 11,1° S | 39,1° Ø | 10 km    |

## Måneatlas
- Billeder af Gaudibertkrateret i LPI-måneatlasset
- USGS-kort